# Nikolaj Aleksejevitsj Severtsov
Nikolaj Aleksejevitsj Severtsov (Russisch: Николай Алексеевич Северцов) (ook gespeld als: Severtzov, Sewertzoff, Severtsef of Severtseff) (Gouvernement Voronezj, 5 november 1827 - Don, 8 februari 1885) was een Russisch ontdekkingsreiziger en natuuronderzoeker.
Severtsov was de zoon van Aleksej Petrovitsj Severtsov, een oorlogsheld van de napoleontische oorlogen tijdens de veldtocht van Napoleon naar Rusland in 1812. Hij bracht zijn jeugd door op het landgoed van de familie. In 1843 ging hij natuurkunde en wiskunde studeren op de Faculteit der Wijsbegeerte van de Universiteit van Moskou, waar hij afstudeerde in 1847. Hij was een vurig voorstander en pleitbezorger van het darwinisme. Zijn zoon Aleksej Nikolajevitsj Severtsov was ook een natuuronderzoeker, namelijk zoöloog en paleontoloog.
Severtsov ondernam een wetenschappelijke expeditie naar de benedenloop van de Syr Darja en naar de Kirgizische steppen. De reis duurde twee jaar (1857-1858), waarin Severtsov bijna stierf omdat hij tijdens de jacht in Turkestan werd aangevallen en gevangengenomen door lokale bandieten. Zwaar gewond en ziek bracht hij een maand in gevangenschap door. Na zijn vrijlating en het herstel van zijn wonden ging hij verder met onderzoek in oktober 1858.
Tijdens zijn reizen verzamelde hij veel materiaal over de verdeling, taxonomie en de levensstijl van vogels in Rusland en Turkestan, hij had een grote collectie vogels (ongeveer 12.000). Hij nam ook deel aan een expeditie naar Tasjkent en  verkende het Tiensjan-gebergte en de bronnen van de Syr Darja. Hij was lid van een grote expeditie naar de Amu Darja in 1874 en van 1877 tot 1878 leidde hij zelf een expeditie naar de Pamir.
Severtsov stierf in 1885 door verdrinking in een bevroren zijrivier van de Don, terwijl hij over het te zwakke ijs probeerde de overkant te bereiken.

## Publicaties
1856 zag de publicatie van zijn boek, vrij vertaald De periodieke verschijnselen in het leven van dieren, vogels en reptielen in de Voronezj provincie. gebaseerd op zijn master's thesis. In 1873 verscheen De verticale en horizontale verdeling van de fauna van Turkestan, waarin hij een aantal nieuwe diersoorten voor het eerst wetenschappelijk beschreef. Hij beschreef ook veel nieuwe soorten en ondersoorten van vogels.

## Taxa
Een aantal door hem beschreven nieuwe soorten zijn : 
- De zwartkopbuidelmees (Remiz macronyx), een zangvogel uit de familie van de buidelmezen (Remizidae).
- De bruine heggenmus (Prunella fulvescens), een zangvogel uit de familie van heggenmussen (Prunellidae)
- De witkruinbuidelmees (Remiz coronatus), een zangvogel uit de familie van de buidelmezen (Remizidae)
- De Balkansperwer (Accipiter brevipes), een roofvogel uit de familie van de havikachtigen (Accipitridae)

Bovendien zijn er een aantal diersoorten naar hem vernoemd, zoals :
- Tetrastes sewerzowi (Zwartborsthazelhoen), een vogel uit de familie fazantachtigen (Phasianidae)
- Ovis ammon severtzovi (De nuratau-argali), een wild soort schaap
- Carpodacus severtzovi (Sewertzows roodmus), een zangvogel uit de familie Vinkachtigen (Fringillidae)
- Sicista severtzovi, een zoogdier uit de familie van de jerboa's of springmuizen (Dipodidae)

Er is ook een 3,5 kilometer lange gletsjer naar hem genoemd in het huidige Oezbekistan.
- Bibliothèque nationale de France: cb15342310t (data)
- Gemeinsame Normdatei: 126888213
- International Standard Name Identifier: 0000 0000 5889 7018
- Library of Congress Control Number: no91005303
- Nationale Bibliotheek van Tsjechië: xx0079381
- Nationale Bibliotheek van Israël: 987007360453005171
- Nederlandse Thesaurus van Auteursnamen: 183679326
- Système universitaire de documentation: 151755221
- Virtual International Authority File: 85823207
- WorldCat: E39PBJdMcykj9wmKvtVVgbcwYP